# Caprese Michelangelo
Caprese Michelangelo – miejscowość i gmina we Włoszech, w regionie Toskania, w prowincji Arezzo.
Według danych na koniec grudnia 2010 gminę zamieszkiwało 1551 osób przy gęstości zaludnienia 23,31 os./1 km².

## Urodzeni w Caprese
- 6 marca 1475 - Michał Anioł. 8 marca został ochrzczony w kościele San Giovanni
- 30 stycznia 1787 - Giovanni Santini, astronom, matematyk i naukowiec